# Diamante Hope
El diamante Hope (también conocido como diamante azul o piedra maldita) es un diamante de color azul, con un peso estimado en 45,52 quilates. Su color es debido a la presencia de trazas de átomos de boro en su composición.
Con el paso del tiempo, se ha vuelto legendario por la supuesta maldición que alcanza a sus respectivos poseedores. Numerosos rumores señalan que es el culpable de las desgracias que les ocurrieron a cada uno de sus dueños.
El 10 de noviembre de 1958, fue donado al Museo Nacional de Historia Natural de la Institución Smithsoniana por el joyero estadounidense Harry Winston, quien lo envió, en un sobre de papel de estraza, por medio del servicio postal nacional. A partir de entonces, forma parte de la colección nacional de gemas del museo. En el año 2005, el Instituto realizó una extensa investigación en la que se señala que, originalmente, el diamante había formado parte de la colección de joyas de la Corona de Francia hasta que fue robado en 1792, cuando el "Tesoro Nacional" (originalmente en francés, Garde Meuble) fue saqueado por los alborotadores, que hurtaron algunas importantes joyas de la colección. Además, concluye que se obtuvo como resultado del tallado del diamante Azul de la Corona de Francia, llevado a cabo después de su desaparición.

## Historia

### Orígenes

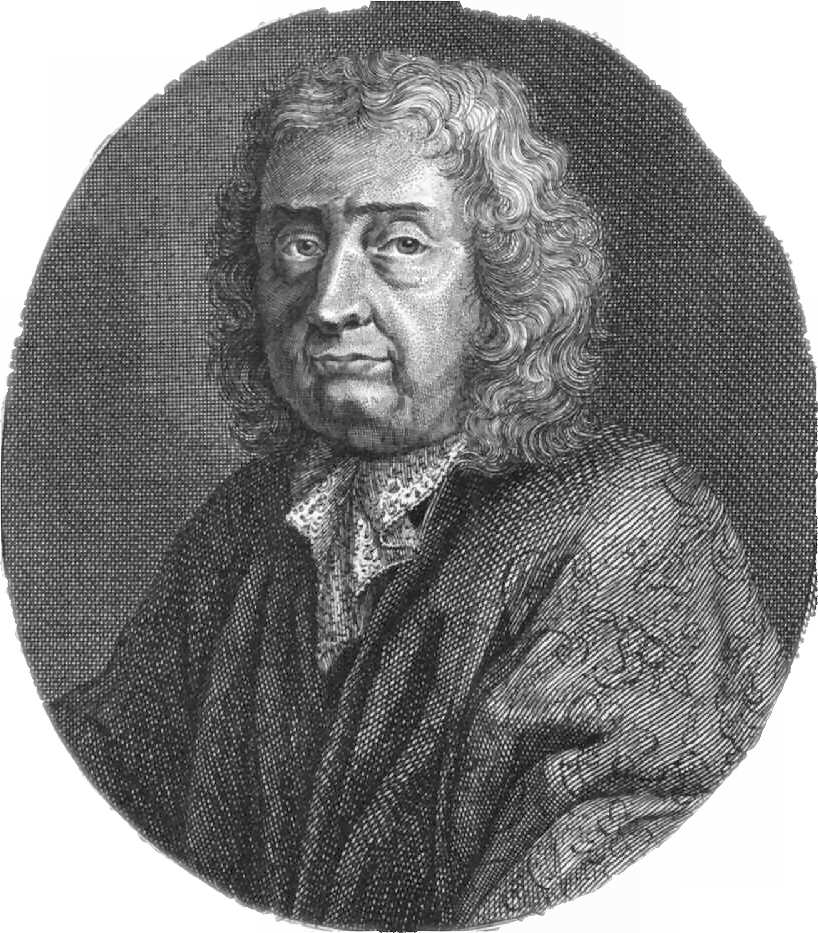
Jean-Baptiste Tavernier

El diamante Hope tiene su origen en el diamante Tavernier Azul, que se extrajo de la mina de Kollur, ubicada en Golconda, India. El diamante se caracterizaba por tener una forma triangular y un peso de 115 quilates (equivalente a 22,44 gramos). Su nombre se debe al comerciante francés Jean-Baptiste Tavernier, quien adquirió la gema entre los años 1660 y 1661. De acuerdo con la leyenda, el Tavernier Azul fue tallado por una antigua deidad del sol y había sido robado del ojo de un ídolo esculpido en honor a la diosa hindú Sītā, esposa del dios y avatar Rāma. Durante esa época, la India formaba parte del reino Golconda (hasta 1687, cuando fue conquistado por el emperador Aurangzeb).
En el año 1668, Tavernier lo vendió al rey Luis XIV de Francia. El joyero de la corte real, Jean Pitau, lo cortó para originar una nueva piedra de 67 1/8 quilates (13,4 gramos). Este fragmento de la piedra original comenzó a ser conocido como el "Diamante Azul de la Corona" (aunque también se conocía como French Blue; "azul francés", en su traducción al español). Durante algunas ceremonias, el rey solía portarlo en un lazo para el cuello, donde se encontraba incrustado en oro. En 1749, el rey Luis XV de Francia lo portó en su colgante, que simbolizaba a la Orden del Toisón de Oro. Tras su muerte, esta joya dejó de usarse como insignia.
A su llegada a la corona, el rey Luis XVI de Francia le regaló el diamante a María Antonieta de Austria, con tal de que lo agregara a su colección de joyas. En 1792, durante la revolución francesa, mientras ambos permanecían en prisión, el colgante fue robado. Uno de los responsables, el cadete Guillot, lo llevó a la ciudad El Havre. Después, lo transportó a Londres con el propósito de venderlo. Cuatro años después del hurto del mismo, en 1796, Guillot fue encarcelado cuando intentaba venderlo en Lancry de la Loyelle.
Al término del plazo, en el año 1812, para poder recuperar bienes robados, establecido por la legislación francesa de crímenes de guerra, el diamante fue ofrecido en Londres por un joyero a un traficante de diamantes llamado Daniel Eliason. En el año 2005, las investigaciones concluyeron que Eliason cortó al French Blue. Se cree que el nuevo diamante resultante fue adquirido por el rey Jorge IV de Inglaterra, aunque no existen pruebas de ello en los archivos reales de la Corona británica, ubicados en Windsor.

### La familia Hope
En 1824, el diamante reapareció en el contexto histórico, al formar parte de la colección de gemas de Henry Phillip Hope. En ocasiones, Hope solía portarlo en una fíbula o se lo enviaba a Louisa Beresford, esposa de su hermano Henry Thomas Hope, quien lo usaba para algunos bailes formales. Tras la muerte de Phillip Hope, acaecida en el año 1839, sus tres sobrinos intentaron obtener la herencia de la colección de gemas de su tío hasta que, diez años después, Thomas Hope la adquirió, incluyendo al diamante Hope. Tiempo después, la colección fue exhibida durante la Gran Exposición de Londres, en 1851, así como en la Exposición Universal de París, en 1855.
Sucesivamente, la colección de gemas pasó a ser heredada por cada uno de los descendientes de la familia Hope. Cuando Henry murió, en el año 1862, su esposa Adele heredó las gemas. Tras la muerte de ésta, en el año 1884, la herencia recayó en su hija, Henrietta, quien contrajo matrimonio con el duque Henry Pelham-Clinton. Cuando ambos murieron, le tocó el turno a su hijo Henry Francis Pelham-Clinton Hope, quien recibió su herencia hasta el año 1887. Sin embargo, recibió el legado con la condición de no poder vender la colección de gemas sin la autorización previa de la corte.
El 27 de noviembre de 1894, Francis Hope contrajo matrimonio con su amante, la actriz estadounidense May Yohe. Yohe expresó que ella únicamente había portado el diamante durante algunas reuniones literarias (incluso, decidió crear una réplica exacta para dichas reuniones), aun cuando Hope lo desconocía. En el año 1896, Hope se declaró en quiebra y, como era incapaz de vender el diamante Hope sin el permiso de la corte, su esposa lo apoyó económicamente. Fue hasta el año 1901 cuando, finalmente, Hope pudo vender la gema, mientras que Yohe y él se divorciaron al año siguiente.

### Últimos poseedores
Hope vendió el diamante por £29 000 a Adolf Weil, un joyero inglés. Más tarde, este lo vendió al coleccionista de diamantes estadounidense Simon Frankel, quien lo llevó consigo a Nueva York. Durante esa época, en Estados Unidos, el diamante Hope estaba valorado en $141 032 (equivalente a £28 206). En el año 1908, Frankel vendió la gema al francés Salomon Habib por $400 000. Sin embargo, el diamante fue revendido en una subasta llevada a cabo el 24 de junio de 1909, junto con otras posesiones materiales de Habib. De esta manera, el siguiente poseedor fue el comerciante francés Rosenau, quien lo compró por $80 000. Al año siguiente, Rosenau vendió finalmente el diamante Hope al joyero Pierre Cartier por un monto de 550 000 francos.
En 1911, Cartier decidió comercializar la joya y venderla a la socialité estadounidense Evalyn Walsh McLean, quien inicialmente negó haberla comprado. A pesar de sus declaraciones, la gema fue vista en algunas reuniones que McLean organizó. A su muerte, en el año 1947, el diamante recayó, de acuerdo a su testamento, en sus nietos. Sin embargo, pasó a manos de otros beneficiarios, puesto que la herencia sólo podría completarse cuando el mayor de ellos cumpliera los 25 años de edad. Esto significaría una espera de 20 años. Los beneficiarios obtuvieron el permiso de la corte para venderlo y saldar sus deudas económicas pendientes. En el año 1949, el comerciante estadounidense Harry Winston compró la joya.
Winston exhibió el diamante Hope en su "Corte de Joyas", una colección de gemas expuesta en diferentes museos e institutos de Estados Unidos. A mediados de 1958, optó por realizar algunos cortes geométricos en el diamante con el fin de incrementar su brillo. Más tarde, lo donó al Museo Nacional de Historia Natural de la Institución Smithsoniana, el 10 de noviembre de 1958, enviándolo en un sobre de papel de estraza, por medio del servicio postal nacional.

## La maldición

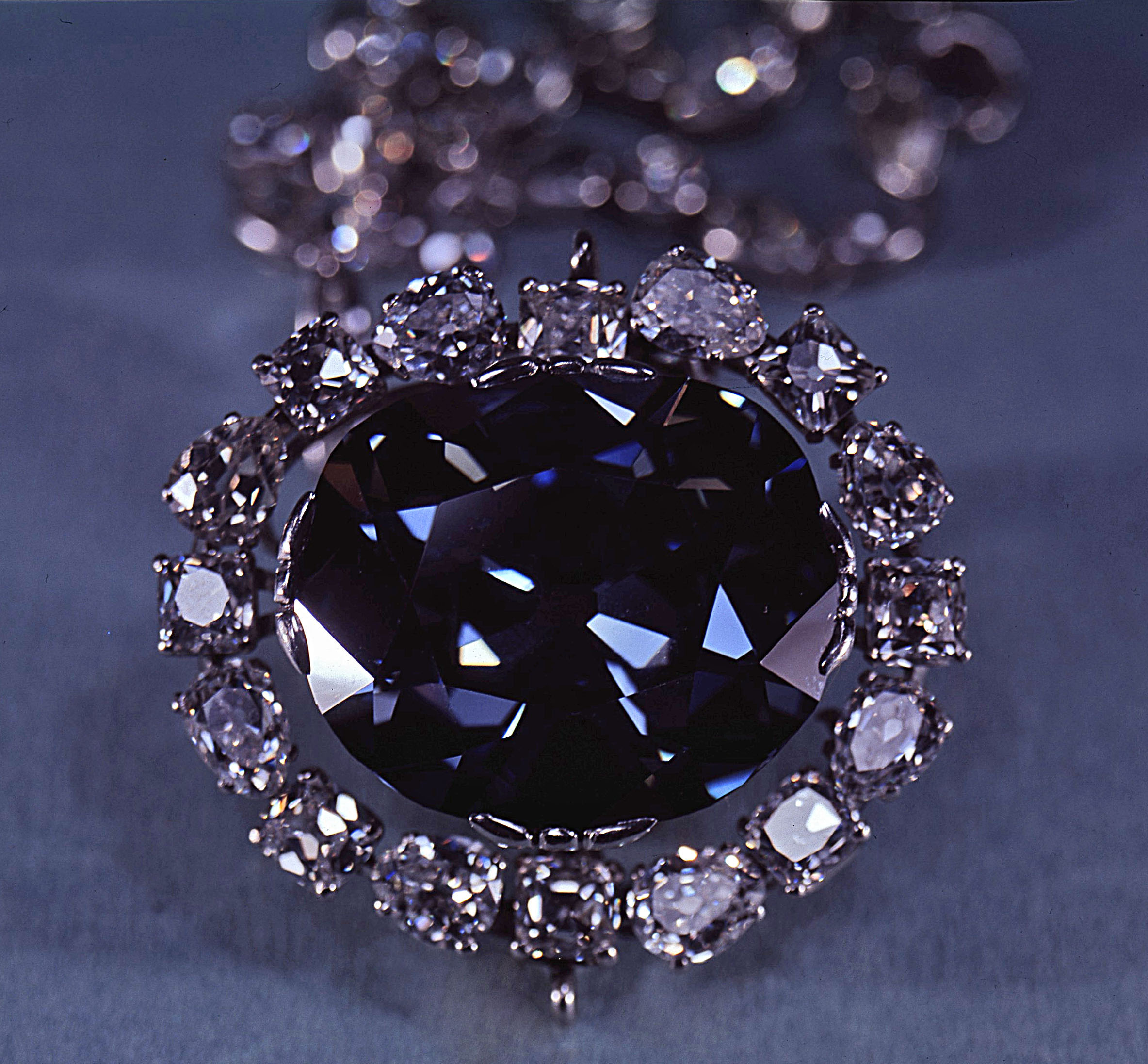
Diamante Hope

El diamante es legendario por todas las supuestas desgracias que han alcanzado a sus respectivos poseedores. Dicha maldición es atribuida al hurto de la joya de un templo en honor a la diosa Sītā. El primer poseedor de la joya fue Jean-Baptiste Tavernier, quien mostró el diamante original (cuyo peso se estimaba en 115 quilates) al rey Luis XIV de Francia. Después de venderlo, Tavernier cayó en la quiebra y huyó a Rusia, donde sería hallado muerto de frío y su cadáver devorado por las alimañas.
En el año 1691, madame de Montespan, amante del rey, quiso que Luis XIV le obsequiara con el diamante. Poco después, cayó en desgracia y murió olvidada en 1707.
En 1715, durante la visita del embajador del sah de Persia, el rey de Francia le mostró el diamante, para que viera que el objeto no podía hacerle ningún mal. Luis XIV murió ese mismo año, de manera inesperada. Con su muerte, muchas personas comenzaron a creer que el diamante (todavía no había pertenecido a la familia Hope; su nombre en ese entonces era "diamante azul") causaba desgracias a su poseedor. El siguiente rey, Luis XV de Francia, no mostró mayor interés en la gema y ordenó conservarla en un cofre.
Ya en 1774, María Antonieta, esposa del rey Luis XVI de Francia, decidió portar el diamante y prestarlo a la princesa de Lamballe. Debido a que María Antonieta y su esposo murieron en la guillotina y la princesa fue brutalmente asesinada a manos de una muchedumbre enardecida, se ha atribuido también al diamante azul estos asesinatos.
Durante la Revolución francesa, unos ladrones robaron el diamante de la colección de joyas reales. Solo uno de ellos lo conservó hasta 1820, cuando decidió vendérselo al holandés Wilhelm Fals, para cortarlo en dos. La primera joya fue adquirida por Carlos Federico Guillermo, duque de Brunswick. Más tarde, el duque se declaró en quiebra. La segunda la conservó el holandés. El hijo de Fals optó por robarle la joya a su padre y venderla al francés Beaulieu. Se atribuye al hurto de la joya la muerte de Fals y de su hijo, quien se suicidó tiempo después.
El rumor de las desgracias atribuidas a la supuesta maldición, también tuvo su reflejo en que Beaulieu vendiera el diamante a David Eliason, quien a su vez la vendió rápidamente al rey Jorge IV de Inglaterra. La muerte del rey se atribuye también al uso del diamante, que había sido incrustado en su corona.
El siguiente poseedor del diamante (ya había sido portado por la familia Hope) fue el príncipe Iván Kanitowski, quien obsequió el diamante a una vedette, a quien días después asesinaron. Los siguientes propietarios de la joya (el griego Simón Montarides, Abdul Hamid II y la familia MacLean) también tuvieron muertes trágicas, la mayoría de ellas presuntamente atribuidas al uso del diamante Hope.
A partir de entonces, se ha vuelto legendario por la presunta maldición que alcanza a sus respectivos poseedores. Desde el año 1958, es una de las joyas más visitadas en el Museo Nacional de Historia Natural de la Institución Smithsoniana.

## Listado de adquirentes
1. Jean-Baptiste Tavernier (1689): muerto de frío y medio devorado por las alimañas.
2. Nicolás Fouquet (1680): en prisión.
3. Luis XIV (1715): gangrena.
4. Princesa de Lamballe (1792): linchada.
5. Luis XVI (1793): decapitado durante la revolución francesa.
6. María Antonieta (1793): decapitada durante la revolución francesa.
7. Catalina la Grande (1796): apoplejía/infarto.
8. Wilhelm Fals: asesinado por su hijo Hendrik.
9. Hendrik Fals (1830): suicidio.
10. Jorge IV (1830): locura.
11. Francis Beaulieu: hambre.
12. Henry Philip Hope (1839): disentería.
13. Henry Thomas Hope (1862): locura.
14. Jacques Colot (1904): suicidio por problemas mentales.
15. Lorens Ladue: asesinada por su amante Iván Kanitowski.
16. Príncipe Iván Kanitowski: asesinado por revolucionarios.
17. Subaya Hamid (1908): asesinada por su esposo.
18. Abdul Hamid II: depuesto en 1909 por la sublevación militar de los Jóvenes Turcos.
19. Simón Montarides y familia: su carruaje cayó por un precipicio.
20. Vincent McLean (1938): atropellado.
21. Ned McLean (1941): locura.
22. Elizabeth McLean (1946): sobredosis.
23. Evalyn Walsh McLean (1947): morfinomanía.
24. Harry Winston (1978): ataque de corazón.